# Воронцов, Виктор Михайлович
Ви́ктор Михаи́лович Воронцо́в (18 января 1962, Воронеж — 18 января 1996, Первомайское) — майор, активный участник специальных операций по освобождению заложников в Будённовске и в Первомайском, погиб при исполнении служебных обязанностей.

## Биография
Виктор Михайлович Воронцов родился 18 января 1962 года в городе Воронеже в рабочей семье. В 1979 году окончил среднюю школу №21 в родном городе. Активно занимался спортом, увлекался фотографией и музыкой. По окончании школы поступил в Московское высшее пограничное командное училище имени Моссовета Комитета государственной безопасности при Совете Министров СССР. После его окончания в 1983 году служил в отделе пограничного контроля в московском аэропорту «Шереметьево-2». Прошёл путь от обычного контролёра до заместителя начальника отделения по работе с личным составом.
В июле 1993 года Воронцов направлен в Отдельный учебный центр Министерства безопасности Российской Федерации. Вскоре стал старшим оперуполномоченным группы «Вымпел», а в декабре 1994 года перешёл в группу «А» Главного управления охраны. Проявил себя как хорошо подготовленный, дисциплинированный, исполнительный офицер. Неоднократно направлялся в служебные командировки на Северный Кавказ Участвовал в штурме больницы в городе Будённовске, захваченной отрядом Шамиля Басаева.

## Спецоперация в Первомайском
В январе 1996 года Воронцова направили в Дагестан, где банда полевого командира Салмана Радуева захватила заложников в больнице города Кизляра и выдвинула политические требования российскому правительству. Через некоторое время террористам дали возможность покинуть Кизляр и направиться в сторону дагестанско-чеченской административной границе. Войдя в посёлок Первомайское Хасавюртовского района, боевики окопались и подготовились к обороне. На майора Воронцова были возложены обязанности по обеспечению инженерного и огневого прикрытия действия бойцов «Альфы» и спецназа МВД. Во время штурма посёлка, растянувшегося на несколько дней, его усилиями были подавлены несколько огневых точек сепаратистов, что дало возможность выйти из-под шквального обстрела сотрудникам спецназа МВД России и вынести раненых.
18 января 1996 года, в последний день штурма Первомайского и в свой тридцать четвёртый день рождения, Воронцов погиб. Похоронен в городе Воронеже. Посмертно Указом Президента России майор Виктор Михайлович Воронцов удостоен ордена Мужества. Кроме того, ранее он награждён медалями Суворова и «70 лет Вооружённых Сил СССР».

## Память
- Именем Воронцова названа гимназия № 7 города Воронежа — бывшая средняя школа № 21, которую он оканчивал. В гимназии создан музей, действует поисково-просветительское детское объединение «Юнальфа». На базе школы регулярно проводятся памятные мероприятия[4]